# .uz
‎.uz‏ دامنه اینترنتی کشور ازبکستان است.